# ATP Challenger Burbank
Der ATP Challenger Burbank (offiziell: Burbank Challenger) war ein Tennisturnier, das zwischen 1997 und 2004 in Burbank, Kalifornien, stattfand. Es gehörte zur ATP Challenger Tour und wurde im Freien auf Hartplatz gespielt. Cecil Mamiit im Einzel und Bob und Mike Bryan im Doppel gewannen je zwei Titel.

## Liste der Sieger

### Einzel
| Jahr | Sieger            | Finalgegner       | Ergebnis          |
| ---- | ----------------- | ----------------- | ----------------- |
| 2004 | Kevin Kim (2)     | Robert Kendrick   | 7:5, 1:6, 6:3     |
| 2003 | nicht ausgetragen | nicht ausgetragen | nicht ausgetragen |
| 2002 | Robby Ginepri     | Björn Rehnquist   | 7:66, 6:1         |
| 2001 | Kevin Kim (1)     | Vincent Spadea    | 6:2, 6:4          |
| 2000 | Andy Roddick      | Kevin Kim         | 6:1, 6:2          |
| 1999 | Cecil Mamiit (2)  | Alex O’Brien      | 7:5, 6:3          |
| 1998 | Cecil Mamiit (1)  | David Nainkin     | 7:6, 7:5          |
| 1997 | Andre Agassi      | Sargis Sargsian   | 6:2, 6:1          |

### Doppel
| Jahr | Sieger                            | Finalgegner                      | Ergebnis          |
| ---- | --------------------------------- | -------------------------------- | ----------------- |
| 2004 | Nick Rainey Brian Wilson          | Prakash Amritraj Eric Taino      | 6:2, 6:3          |
| 2003 | nicht ausgetragen                 | nicht ausgetragen                | nicht ausgetragen |
| 2002 | Björn Rehnquist Louis Vosloo      | Daniel Melo Iván Miranda         | 7:66, 6:1         |
| 2001 | Scott Humphries Chris Woodruff    | Jeff Coetzee Tuomas Ketola       | 7:5, 1:6, 6:4     |
| 2000 | Mark Merklein Mitch Sprengelmeyer | Bob Bryan Mike Bryan             | 7:65, 7:5         |
| 1999 | Bob Bryan (2) Mike Bryan (2)      | Scott Humphries Cecil Mamiit     | 7:6, 5:7, 6:1     |
| 1998 | Bob Bryan (1) Mike Bryan (1)      | David Di Lucia Michael Sell      | 6:0, 7:6          |
| 1997 | Doug Flach Brian MacPhie          | George Bastl Patrick Gottesleben | 7:6, 6:4          |